# Campeonato Maranhense de Futebol de 1997
O Campeonato Maranhense de Futebol de 1997 foi a 76º edição da divisão principal do campeonato estadual do Maranhão. O campeão foi o Sampaio Corrêa que conquistou seu 25º título na história da competição. O artilheiro do campeonato foi Adão, jogador do Caxiense, com 4 gols marcados.

## Premiação
| Campeonato Maranhense de 1997       |
| São Luís                            |
| ----------------------------------- |
| Sampaio Corrêa Campeão (25º título) |